# Club Deportivo Zamarat
El Club Deportivo Zamarat, también conocido como Recoletas Zamora por motivos de patrocinio, es un club de baloncesto femenino español, de la ciudad de Zamora, en Castilla y León, fundado en 1994, y que compite en la Liga Femenina Challenge, la segunda división del baloncesto femenino nacional.

## Historia
En la temporada 2010-11, tras 6 temporadas participando en Liga Femenina 2, logra hacerse con dicho campeonato, y ascender a Liga Femenina. Participa desde la temporada 2011-12 en la máxima competición nacional. 
En la segunda temporada en Liga Femenina el equipo comenzó de la mejor manera posible, consiguiendo el primer título a nivel absoluto en la historia del club, la Copa Castilla y León venciendo en la final al vigente campeón de Copa de la Reina y gran favorito Perfumerías Avenida. Las zamoranas disputaron un gran partido y vencieron cómodamente por 83-71. La griega del Tintos de Toro Caja Rural (denominación del C.D. Zamarat esa temporada) Olga Chatzinikolaou fue elegida MVP. En esa misma  temporada tras una primera vuelta casi perfecta el club se clasifica para disputar por primera vez la Copa de la Reina en marzo, en la que además ejercerían como anfitrión. En esta ocasión Perfumerías Avenida fue muy  superior y no dio opción a las zamoranas en su semifinal. En la final Rivas Ecópolis vencería claramente al Perfumerías Avenida.
En septiembre de 2019, el club consigue su segunda Copa de Castilla y León, esta vez en un torneo triangular con el CP Bembibre y el Perfumerías Avenida, al que derrotarían en el partido decisivo por 85-78.
Tras 10 temporadas consecutivas en Liga Femenina, en la temporada 2020-21 desciende a la recién creada Liga Femenina Challenge, segundo nuevo nivel del baloncesto femenino nacional. En las 4 ediciones que ha disputado se ha clasificado para los playoffs de ascenso.

## Denominaciones
- Caja Rural Verona Norte (-2008)
- Caja Rural Promogest Valbusenda (2008-2009)
- Caja Rural Valbusenda (2009-2011)
- Caja Rural Tintos de Toro (2011-2012 )
- Tintos de Toro Caja Rural (2012-2013 )
- Alimentos de Zamora (2013-2014 )
- Zamarat (2014-2015 )
- Quesos El Pastor de la Polvorosa (2015-2016 )
- Quesos El Pastor (2016-2021 )
- Recoletas Zamora (2021- )

## Clasificación por temporada
| Temporada | Nivel | División                | Pos. | Postemporada                | TR    | PO  |
| --------- | ----- | ----------------------- | ---- | --------------------------- | ----- | --- |
| 2000-01   | 3     | 2.ª División Fem        | 1.º  | –                           | –     | –   |
| 2001-02   | 3     | 1.ª División Fem        | 6.º  | –                           | –     | –   |
| 2002-03   | 3     | 1.ª División Fem        | 9.º  | –                           | –     | –   |
| 2003-04   | 3     | 1.ª División Fem        | 9.º  | –                           | –     | –   |
| 2004-05   | 3     | 1.ª División Fem        | 1.º  | Fase ascenso (1.º)/ Ascenso | 25-1  | 3-0 |
| 2005-06   | 2     | Liga Femenina 2         | 5.º  | –                           | 14-12 | –   |
| 2006-07   | 2     | Liga Femenina 2         | 4.º  | Semifinal (4.º)             | 19-7  | 0-2 |
| 2007-08   | 2     | Liga Femenina 2         | 2.º  | Fase final (5.º)            | 20-6  | 1-2 |
| 2008-09   | 2     | Liga Femenina 2         | 3.º  | Fase final (7.º)            | 22-8  | 0-3 |
| 2009-10   | 2     | Liga Femenina 2         | 6.º  | –                           | 19-9  | –   |
| 2010-11   | 2     | Liga Femenina 2         | 1.º  | Fase final (1.º)/ Ascenso   | 22-4  | 4-0 |
| 2011-12   | 1     | Liga Femenina           | 10.º | –                           | 9-17  | –   |
| 2012-13   | 1     | Liga Femenina           | 8.º  | –                           | 7-13  | –   |
| 2013-14   | 1     | Liga Femenina           | 11.º | –                           | 6-16  | –   |
| 2014-15   | 1     | Liga Femenina           | 8.º  | –                           | 10-16 | –   |
| 2015-16   | 1     | Liga Femenina           | 9.º  | –                           | 11-15 | –   |
| 2016-17   | 1     | Liga Femenina           | 12.º | –                           | 9-17  | –   |
| 2017-18   | 1     | Liga Femenina           | 12.º | –                           | 6-20  | –   |
| 2018-19   | 1     | Liga Femenina           | 12.º | –                           | 8-18  | –   |
| 2019-20   | 1     | Liga Femenina           | 13.º | –                           | 6-16  | –   |
| 2020-21   | 1     | Liga Femenina           | 16.º | Descenso                    | 3-27  | –   |
| 2021–22   | 2     | Liga Femenina Challenge | 3.º  | PO Final (3.º)              | 22-8  | 2-2 |
| 2022–23   | 2     | Liga Femenina Challenge | 2.º  | PO Semifinal (4.º)          | 23-7  | 2-1 |
| 2023–24   | 2     | Liga Femenina Challenge | 2.º  | PO Semifinal (4.º)          | 23-7  | 2-1 |
| 2024–25   | 2     | Liga Femenina Challenge | 4.º  | PO Semifinal (4.º)          | 21-9  | 2-1 |
| 2025–26   | 2     | Liga Femenina Challenge |      |                             |       |     |